# Pieter de Jode starší
Pieter de Jode starší, také Pieter de Jode I (1570 Antverpy – 9. srpna 1634 Antverpy) byl vůdčí vlámský malíř, kreslíř a rytec období manýrismu a raného baroka, syn kartografa Gerarda de Jode a otec rytce Pietra de Jode mladšího.

## Život a kariéra
Narodil se v rodině kartografa a tiskaře Gerarda de Jode (psán také Gerrit) v Antverpách. první školení rytectví získal u otce, pak se odešel učit malbě, kresbě a rytině ke Hendriku Goltziovi do Haarlemu. Věnoval se malbě monumentálních kompozic s náměty z antické mytologie ve stylu manýrismu, obrazům světců a portrétům panovníků, umělců i přátel. Dochovaly se také jeho návrhové kresby.
Do mědirytin jeho obrazy nejdříve převáděla jeho matka (podepisovala se jako vdova po Gerardu de Jode), Nicolaes Lauwers a další rytci. On sám proslul také rytinami podle cizích obrazů nizozemských, vlámských, římských i pražských. Kolem roku 1600 kopíroval díla rudolfinských malířů, zejména Bartholomea Sprangera, spolupracoval i s Josefem Heintzem.
Působil v Římě, kde tvořil mědirytiny podle obrazů Tizianových, Giulia Romana, Rubensovy školy a dalších malířů. Jeho nejlepší rytiny vznikly podle obrazů Martena de Vos, Petra Paula Rubense, Jacoba Jordaense a Anthonyho van Dycka, s nímž se spřátelil, a van Dyck Jodeho se synem portrétoval.
Velkou pozornost věnoval cyklům ilustrací reálného života, vytvořil album oděvů různých národů, ilustroval také spis Triumf spravedlnosti. Portréty výtvarníků dodával do životopisů Karlu van Manderovi. Založil sbírku portrétů Theatrum principum, kterou po jeho smrti dokončil syn Pieter de Jode mladší. Roku 1618 se oženil s Justou Galleovou-Collaertovou, sestrou rytce Cornelise Galle a vdovou po rytci Adriaenovi Collaertovi. V letech 1631–1632 cestoval se svým synem do Francie, kde do rytin převáděli obrazy francouzských malířů, zejména Simona Voueta. V letech 1601–1634 byl členem malířského cechu (gildy sv. Lukáše) v Antverpách.

## Galerie

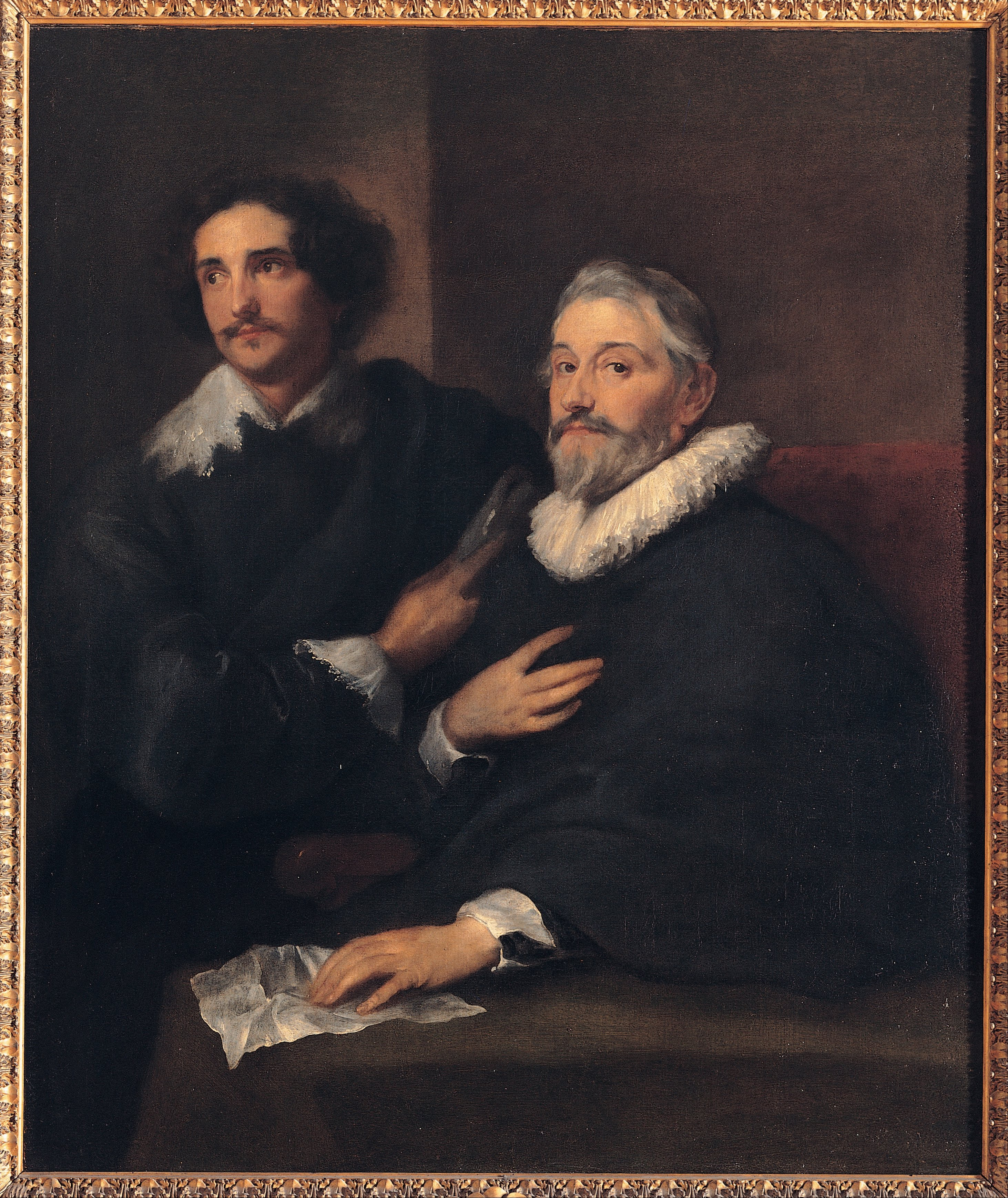
Anton van Dyck: Dvojportrét Pietra de Jode staršího a mladšího
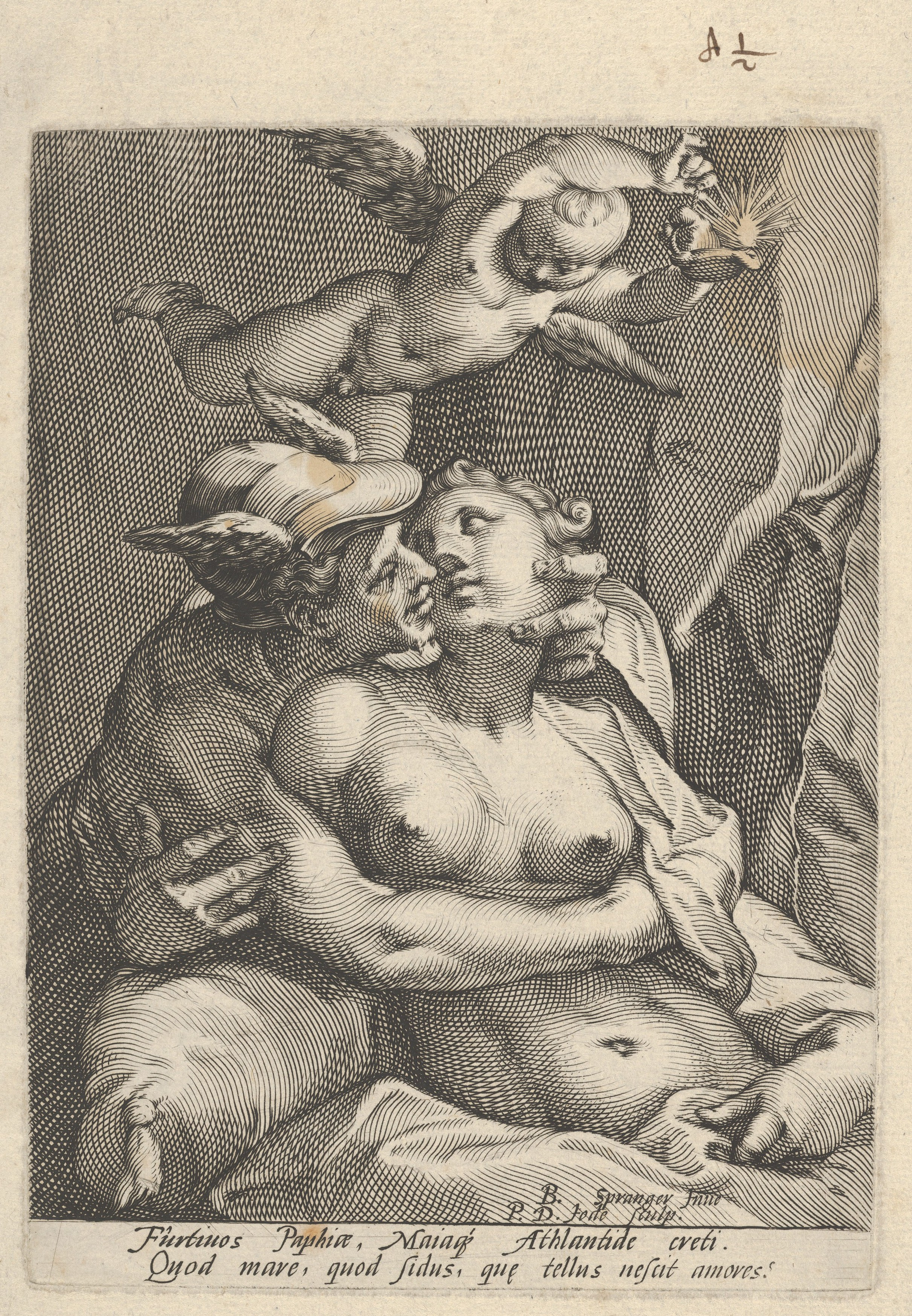
Merkur a Venuše podle Bartolomea Sprangera
Archanděl Michael v boji s ďáblem; podle vlastního obrazu
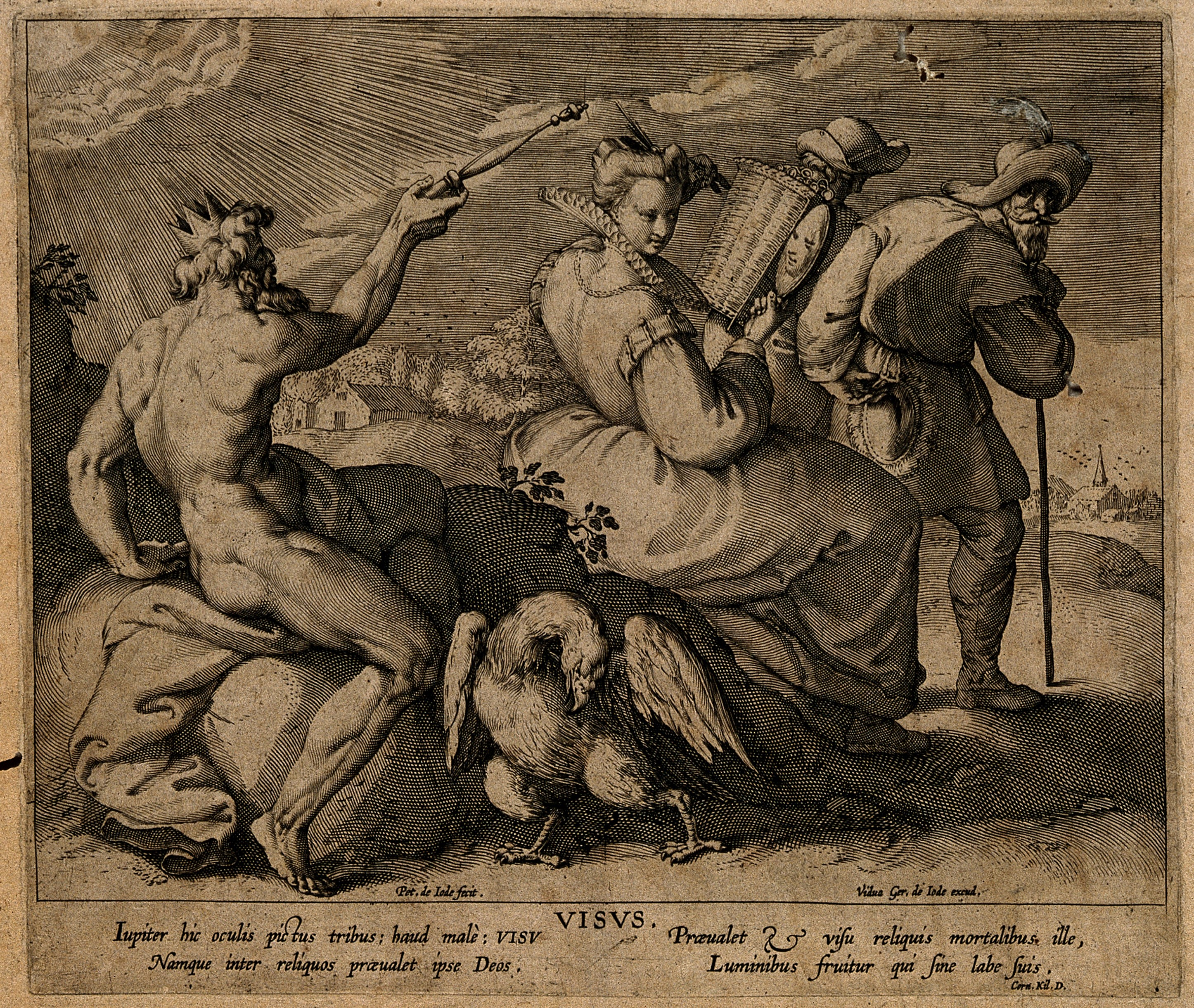
Jupiter a žena se zrcadlem, podle Iodeova obrazu ryla jeho matka
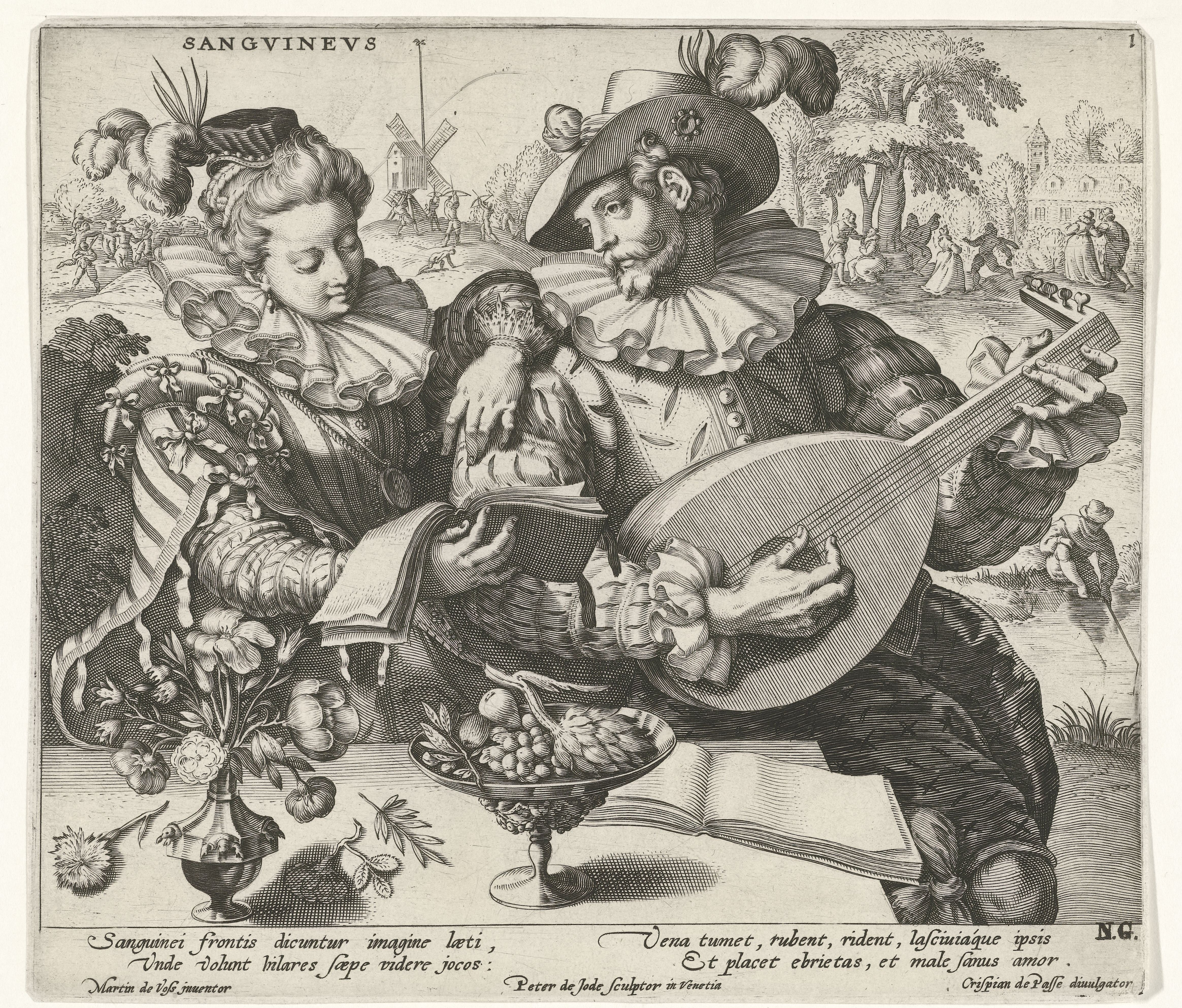
Sangvinik ze série Čtyři temperamenty, podle obrazu Martena de Vos